# بورغاس

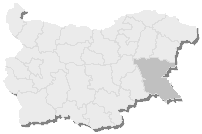
بورغاس

مدينة بورغاس Бургас ، هي العاصمة الإدارية لمنطقة/محافظة بورغاس ( Област Бургас ) وهي المنطقة الأكبر مساحة من جنوب شرق جمهورية بلغاريا والرابعة في الترتيب من حيث عدد السكان .
تقع بورغاس في جنوب شرق بلغاريا وتطل في شرقها على البحر الأسود وفي غربها تتصل مع المناطق الإدارية سليفن Сливен و يامبل Ямбол وفي شمالها تتصل مع المناطق الإدارية فارنا Варна و شومن Шумен . تشكل حدودها الجنوبية الجزء الأكبر من الحدود البلغارية مع تركيا.
تبلغ مساحة منطقة بورغاس 7,748 كيلومتراً مربعا ويبلغ عدد سكانها 422,458 نسمة .
يقع في بورغاس أحد أكبر الموانئ البلغارية وتعتبر منطقة بورغاس أحد أكبر مناطق السياحة الداخلية والخارجية لما تتمتع به من جمال شواطئ وفن معماري حديث وقديم خلاب.
تبعد بورغاس حوالي 133 كم عن مدينة فارنا الساحلية كما تبعد حوالي 340 كم عن العاصمة صوفيا

## المؤسسات التعليمية
- جامعة البروفيسور أسن زلاتاروف
  - الكلية التقنية
  - الكلية الفندقية
  - كلية الطب
- جامعة بورغاس المفتوحة

## توأمة
لبورغاس اتفاقيات توأمة مع كل من:
- سان فرانسيسكو
- ميشكولتس [16]
- فولوغدا (28 مايو 2012 - )[16]
- باطوم (4 نوفمبر 2009 - )[16]
- روتردام [16]
- آق سراي
- أومسك
- أليكساندروبولي [16]
- غوميل (14 يوليو 1998 - )[16]
- كراسنودار [16]
- ساريير [16]
- محافظة موسكو [16]
- يالوفا [16]

## أعلام
- جورجي سارموف
- إيفان ماركوف
- رادوستين كيشيشيف
- زلاتكو يانكوف
- جورجي ماركوف

## مواقع خارجية
- محافظة بورغاس